# A magyar labdarúgó-válogatott mérkőzései 2011-ben
A magyar labdarúgó-válogatott 2011-ben hat Eb-selejtezőt, és öt barátságos mérkőzést játszott. A válogatott a kontinenstorna selejtezőjében a csoportjában a 3. helyen végzett, így nem jutott ki az Európa-bajnokságra.

## Eredmények
856. mérkőzés – Barátságos mérkőzés
| 2011. február 9. 21:00 (UTC+4) 18:00 (UTC+1) |

| Azerbajdzsán | 0 – 2                         | Magyarország                                          |
| ------------ | ----------------------------- | ----------------------------------------------------- |
| İsayev 80'   | (0 – 1) Jegyzőkönyv Részletek | Rudolf 37' Hajnal 81' Priskin 23' Juhász 66' Gera 79' |

| al-Sabab Stadion, Dubaj Nézőszám: 2 000 Játékvezető: Ali Al-Badwawi (egyesült arab emírségekbeli) |

857. mérkőzés – 2012-es labdarúgó-Európa-bajnokság-selejtező
| 2011. március 25. 20:30 (UTC+1) |

| Magyarország                              | 0 – 4                         | Hollandia                                                 |
| ----------------------------------------- | ----------------------------- | --------------------------------------------------------- |
| Koman 44' Elek 59' Vanczák 61' Lipták 67' | (0 – 2) Jegyzőkönyv Részletek | van der Vaart 8' Afellay 45' Kuijt 54' van Persie 62' 18' |

| Puskás Ferenc Stadion, Budapest Nézőszám: 23 817 Játékvezető: Carlos Velasco Carballo (spanyol) |

858. mérkőzés – 2012-es labdarúgó-Európa-bajnokság-selejtező
| 2011. március 29. 20:30 (UTC+1) |

| Hollandia                                                    | 5 – 3                         | Magyarország                                            |
| ------------------------------------------------------------ | ----------------------------- | ------------------------------------------------------- |
| van Persie 13' Sneijder 61' van Nistelrooy 73' Kuijt 78' 81' | (1 – 0) Jegyzőkönyv Részletek | Rudolf 46' Gera 50' 75' Lázár 23' Pintér 39' Juhász 59' |

| Amsterdam ArenA, Amszterdam Nézőszám: 51 774 Játékvezető: Svein Oddvar Moen (norvég) |

859. mérkőzés – Barátságos mérkőzés
| 2011. június 3. 20:15 (UTC+1) |

| Luxemburg  | 0 – 1                         | Magyarország                                 |
| ---------- | ----------------------------- | -------------------------------------------- |
| Peters 78' | (0 – 0) Jegyzőkönyv Részletek | Szabics 53' Laczkó 23' Hajnal 45' Juhász 78' |

| Stade Josy Barthel, Luxembourg Nézőszám: 1 213 Játékvezető: Þorvaldur Árnason (izlandi) |

860. mérkőzés – 2012-es labdarúgó-Európa-bajnokság-selejtező
| 2011. június 7. 20:30 (UTC+1) |

| San Marino                                  | 0 – 3                         | Magyarország                                            |
| ------------------------------------------- | ----------------------------- | ------------------------------------------------------- |
| Cervellini 29' Della Valle 73' Berretti 75' | (0 – 1) Jegyzőkönyv Részletek | Lipták 40' Szabics 49' Koman 83' Juhász 17' Vanczák 64' |

| Olimpiai Stadion, Serravalle Nézőszám: 2 000 Játékvezető: Pavle Radovanović (montenegrói) |

861. mérkőzés – Barátságos mérkőzés
| 2011. augusztus 10. 19:45 (UTC+1) |

| Magyarország                                | 4 – 0                         | Izland          |
| ------------------------------------------- | ----------------------------- | --------------- |
| Koman 32' Rudolf 45' Dzsudzsák 59' Elek 88' | (2 – 0) Jegyzőkönyv Részletek | Hreiðarsson 51' |

| Puskás Ferenc Stadion, Budapest Nézőszám: 10 000 Játékvezető: Wolfgang Stark (német) |

862. mérkőzés – 2012-es labdarúgó-Európa-bajnokság-selejtező
| 2011. szeptember 2. 19:45 (UTC+1) |

| Magyarország                          | 2 – 1                         | Svédország                                    |
| ------------------------------------- | ----------------------------- | --------------------------------------------- |
| Szabics 44' 50' Rudolf 90' Lipták 48' | (1 – 0) Jegyzőkönyv Részletek | Wilhelmsson 60' 49' Wendt 19' Ibrahimović 35' |

| Puskás Ferenc Stadion, Budapest Nézőszám: 25 000 Játékvezető: Damir Skomina (szlovén) |

863. mérkőzés – 2012-es labdarúgó-Európa-bajnokság-selejtező
| 2011. szeptember 6. 19:45 (UTC+3) |

| Moldova     | 0 – 2                         | Magyarország                                |
| ----------- | ----------------------------- | ------------------------------------------- |
| Alexeev 42' | (0 – 1) Jegyzőkönyv Részletek | Vanczák 7' Rudolf 83' Laczkó 75' Juhász 78' |

| Zimbru Stadion, Chișinău Nézőszám: 10 500 Játékvezető: Ivan Bebek (horvát) |

864. mérkőzés – 2012-es labdarúgó-Európa-bajnokság-selejtező
| 2011. október 11. 20:00 (UTC+1) |

| Magyarország | 0 – 0                         | Finnország    |
| ------------ | ----------------------------- | ------------- |
|              | (0 – 0) Jegyzőkönyv Részletek | Moisander 82' |

| Puskás Ferenc Stadion, Budapest Nézőszám: 28 000 Játékvezető: Alberto Undiano Mallenco (spanyol) |

865. mérkőzés – Albert Flórián-emlékmérkőzés
| 2011. november 11. 18:00 (UTC+1) |

| Magyarország                                         | 5 – 0                         | Liechtenstein                 |
| ---------------------------------------------------- | ----------------------------- | ----------------------------- |
| Priskin 10' 20' Dzsudzsák 76' Koman 79' Feczesin 89' | (2 – 0) Jegyzőkönyv Részletek | Rechsteiner 51' Burgmeier 59' |

| Puskás Ferenc Stadion, Budapest Nézőszám: 23 000 Játékvezető: Pavel Cristian Balaj (román) |

866. mérkőzés – Barátságos mérkőzés
| 2011. november 15. 20:30 (UTC+1) |

| Lengyelország                  | 2 – 1                         | Magyarország                     |
| ------------------------------ | ----------------------------- | -------------------------------- |
| Brożek 37' Vanczák 85' (öngól) | (1 – 0) Jegyzőkönyv Részletek | Priskin 77' Tőzsér 30' Varga 52' |

| Városi Stadion, Poznań Nézőszám: 8 000 Játékvezető: Hannes Kaasik (észt) |